# E Street Band
The E Street Band je americká rocková skupina, založená v roce 1972 v New Jersey. Původní členové byli zpěvák a kytarista Bruce Springsteen, saxofonista Clarence Clemons, varhaník Danny Federici, bubeník Vini Lopez a baskytarista Garry Tallent.